# St. Johannes Baptist (Lauterbach)

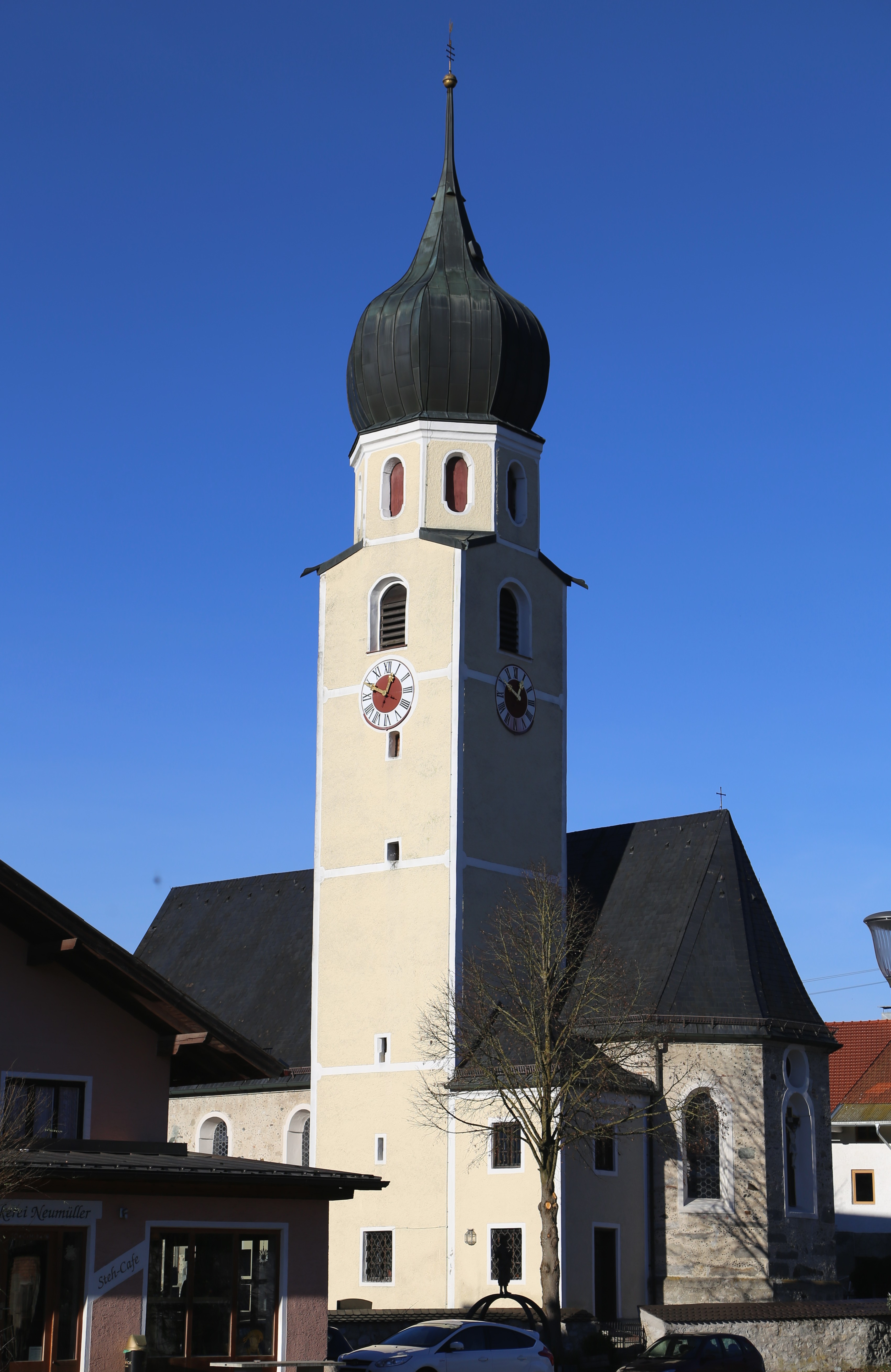
St. Johannes Baptist in Lauterbach

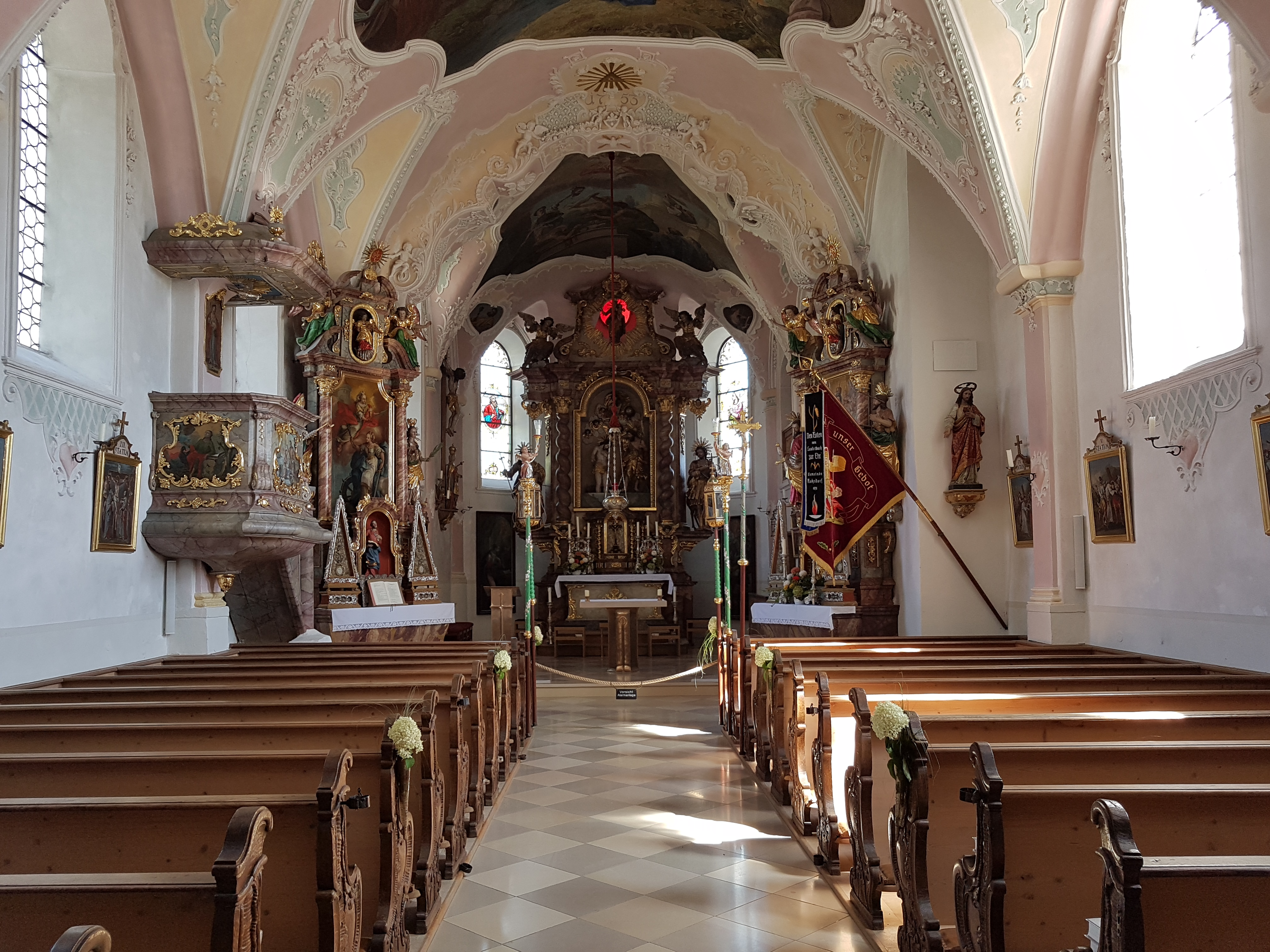
Innenansicht

Die römisch-katholische Filialkirche St. Johannes Baptist steht in Lauterbach, einem Gemeindeteil von Rohrdorf im oberbayerischen Landkreis Rosenheim. Das Bauwerk ist in der Liste der Baudenkmäler in Rohrdorf  unter der Nr. D-1-87-169-14 eingetragen. Die Kirche gehört zum Dekanat Rosenheim im Erzbistum München und Freising.

## Beschreibung
Die Saalkirche wurde in der zweiten Hälfte des 15. Jahrhunderts erbaut. Sie besteht aus dem Langhaus, dem eingezogenen, dreiseitig geschlossenen Chor im Osten und dem mit einer Zwiebelhaube bedeckten Chorflankenturm an der Südwand des Chors, dessen untere Geschosse älter sind. Im achteckigen, nach 1670 aufgesetzten obersten Geschoss sind Turmuhr und Glockenstuhl eingebaut. Die drei Glocken der Kirche wurden in den Jahren 1679, 1707 und 1743 gegossen. Sowohl im Ersten als auch im Zweiten Weltkrieg mussten sie abgeliefert werden, blieben aber vom Einschmelzen verschont. 1946 kamen sie von der Sammelstelle in Hamburg zurück.
Der Innenraum des Langhauses ist mit einem Stichkappengewölbe überspannt. Die Deckenmalerei hat 1904 Ludwig Glötzle ausgeführt. Der Hochaltar entstand 1650/51 nach einem Entwurf von Constantin Pader. Er wird flankiert von den Skulpturen des Apostels Thomas und des Eustachius. Im Altarauszug befindet sich ein Marienbildnis.

## Orgel

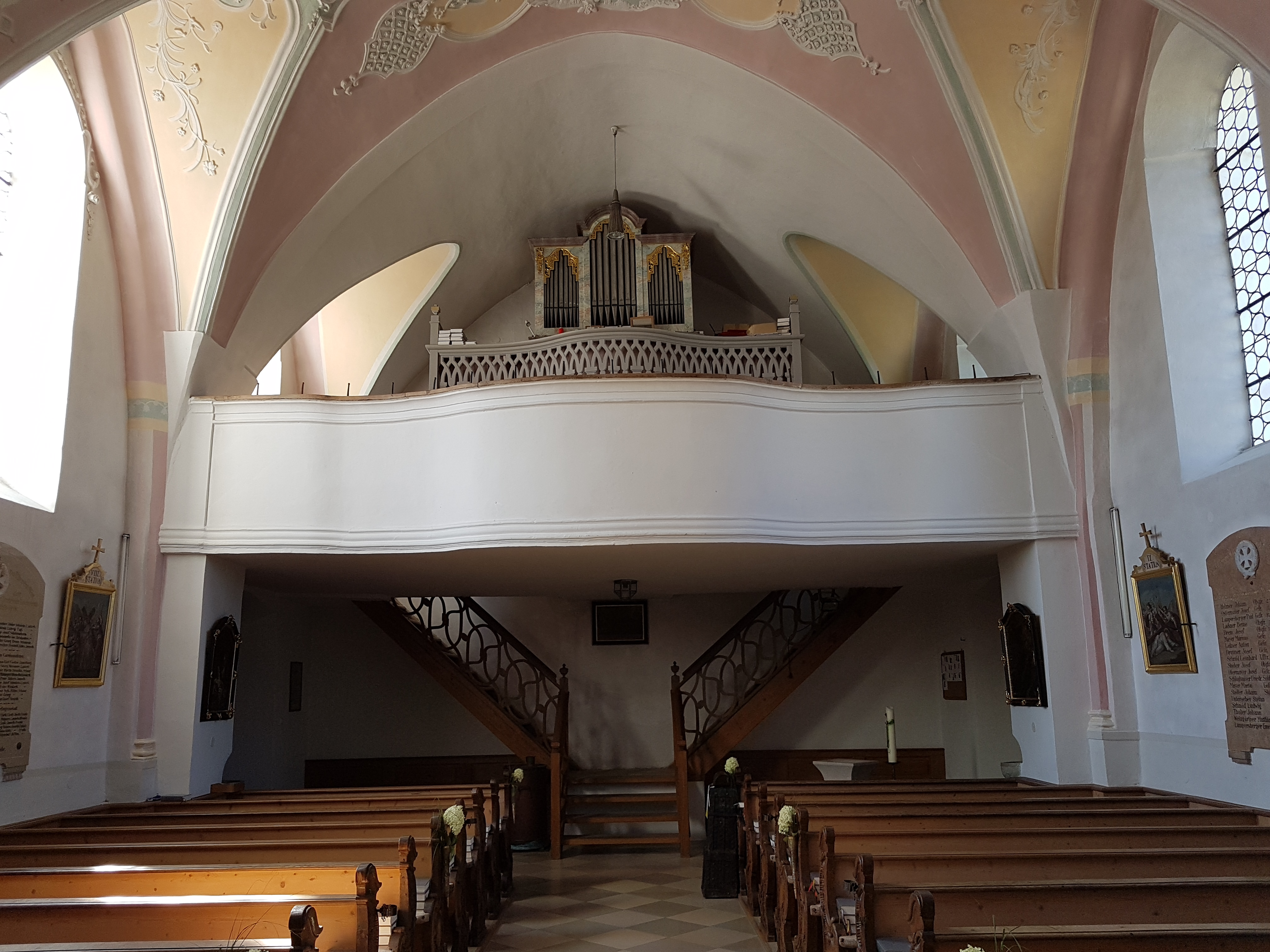
Innenraum mit Wagner-Orgel

Die rein mechanische Schleifladen-Orgel mit acht Registern auf einem Manual und Pedal wurde von Josef Wagner, Glonn im Jahr 1829 erbaut. Die Disposition lautet heute:
| Manual C–f3 |       |
| Coppel      | 8′    |
| Principal   | 4′    |
| Flöte       | 4′    |
| Quinte      | 1 ⁄3′ |
| Mixtur III  | 1′    |

| Pedal C–f |     |
| Subbaß    | 16′ |
| Octavbaß  | 08′ |

- Koppel: M/P